# 佩列沃兹纳亚湾
佩列沃兹纳亚湾（俄语：Бухта Перевозная）是阿穆尔湾西北部的海湾，属滨海边疆区哈桑区，面积6平方公里，深达14米，岸长6.4公里，处佩列沃兹内角和斯杰宁角间。佩列沃兹纳亚处于岸边。